# Aby-Adjouan-Mohoua
Aby-Adjouan-Mohoua este o comună din departamentul Adiaké, regiunea Sud-Comoé, Coasta de Fildeș.